# Англосаксонська хроніка

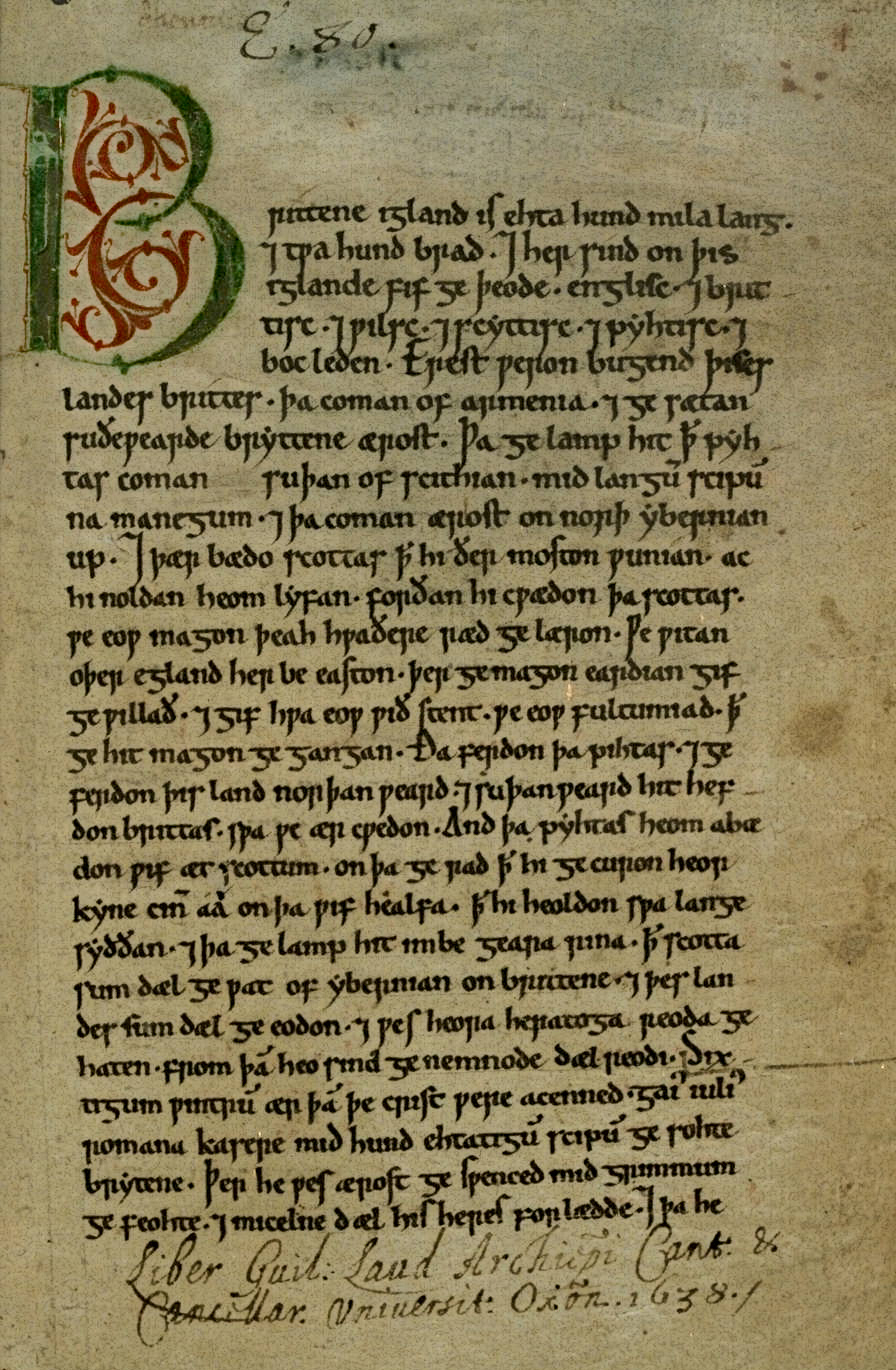
Титульний аркуш «Хроніки Пітерборо»

«Англосаксонська хроніка» — найдавніший літопис Англії, що охоплює період з ранніх саксонських поселенців у 495 році й аж до 1154 року. Його укладання почалось наприкінці IX століття за короля Альфреда на базі «Історії» Беди, а також уривків мерсійської та вессекської хронік, що збереглись, та усних переказів. Збереглось дев'ять рукописів хроніки написаних англосаксонською мовою і частково латиною.
Рання частина хроніки до 731 року в основному спирається на твори Беди, але містить багато доповнень, що стосуються історії Південної Англії (особливо Вессексу). У викладенні подій до 891 року всі хроніки сходяться між собою, тому можна припустити, що вони мають одне джерело, складене давньоанглійською мовою у період правління короля Альфреда. Існує навіть теорія, що автором цієї частини хроніки був сам Альфред, нині, щоправда, цю теорію відкинуто. Після 891 року різні варіанти хроніки починають відрізнятись один від одного. Короткі записи поступово стають довшими і доповнюються вставними новелами. Особливо цікаві відомості про події IX–XI століть, для яких англо-саксонська хроніка часто є єдиним джерелом. Розбіжності між рукописами доволі значні, однак в основному це стосується пізнішого періоду. Більшість англійських перекладів орієнтовані на зведену версію.

## Варіанти хроніки
Рукописи хроніки для зручності позначають літерами латинської абетки таким чином:
1. Рукопис А («Хроніка Паркера»; Коледж Корпус-Крісті, Кембридж, рукопис 173). Основне джерело інформації про події до 924 року. Пізніші періоди до 1070 року відображені зі значними пропусками. Рання частина рукопису написана у Вінчестері за часів короля Альфреда (близько 900 року), пізніша частина — у Кентербері. Рукопис завершується літописом діянь архієпископа Ланфранка, що є одним з головних джерел у проблемі реорганізації англійської церкви після нормандського завоювання. Оригінал рукопису А було практично цілком знищений пожежею у 1731 році. Відомий також під назвою «літопис Паркера» за ім’ям архієпископа Кентерберійського Метью Паркера, до чиєї бібліотеки вона належала.
2. Рукопис B («Перша Абінгдонська хроніка»; Британський музей, Лондон, рукопис Tiberius A vi). Перша частина, до 977 року, написана одним автором близько 1000 року, решта, доведена до 1066 року кількома хроністами середини XI століття. Стосовно подій до 977 року рукописи B і C являють собою незалежні копії втраченого літопису, створеного, ймовірно, в Абінгдоні.
3. Рукопис C («Друга Абінгдонська хроніка»; Британський музей, Лондон, рукопис Tiberius B i). Як і рукопис B, викладення у рукопису подій до 977 року є копією хроніки, написаної в Абінгдоні. Друга частина рукопису C також написана в Абінгдоні. Особливу цікавість представляє матеріал про правління Етельреда II, для історії якого рукопис є основним джерелом.
4. Рукопис D («Вустерська хроніка»; Британський музей, Лондон, рукопис Tiberius B iv). Створений відносно пізно: перші частини написані не раніше 1050 року, тоді як основна частина — на початку XII століття. Особливу цікавість рукопису до подій, що охоплюють і Шотландію, дає підставу припустити, що цей часопис створено при дворі шотландського короля, хоча основою для нього, ймовірно, слугували аннали Вустерського чи Івшемського монастирів. Пізніші частини рукопису можливо були написані будь-ким з оточення архієпископа Елдреда Йоркського. Важливість рукопису D полягає, перед усім, у матеріалах з історії англійсько-шотландських стосунків у період царювання Едуарда Сповідника, а також з норманського завоювання.
5. Рукопис E («Хроніка Пітерборо»; Бодлійська бібліотека, Оксфорд, рукопис Laud 636). Рання частина (до 1121 року) створена одним автором, пізніші (доведено до 1154 року) — кількома різними хроністами з абатства Пітерборо. Містить багато фактів місцевого значення. У своїй першій частині рукопис спирається на те саме джерело, що ним користувався автор рукопису D, а у відображенні пізніших подій (з 1023 до 1066 року) — на втрачений часопис абатства Сент-Августін у Кентербері. Рукопис E особливо цінний стосовно інформації щодо врядування королів Нормандської династії й особу Вільгельма Завойовника.
6. Рукопис F («Двомовна кентерберійська хроніка»; Британський музей, Лондон, рукопис Domitian A viii). Відрізняється тим, що написаний двома мовами — давньоанглійською й латиною. Рукопис було створено в абатстві Сент-Августін у Кентербері близько 1100 року. Літопис подій у часописі доведено до 1058 року. Рукопис F, так само як і рукопис E, очевидно, базувався на ранішому літопису абатства Сент-Августін, який вже втрачено. З історичної точки зору рукопис F найменш ціний поміж усіх інших повних варіантів Англосаксонської хроніки.
7. Рукопис G («Коттонів фрагмент А»; Британський музей, Лондон, рукопис Otho B xi, 2). Являє собою фрагмент основного рукопису А.
8. Рукопис H («Коттонів фрагмент H»; Британський музей, Лондон, рукопис Domitian A xi).
9. Рукопис I («Часопис великоднього столу»; Британський музей, Лондон, рукопис Caligula A xv).